# 本多芸能スポーツサービス
株式会社本多芸能スポーツサービス（ほんだげいのう）は、東京都千代田区に本社を置き施設管理・警備・イベント運営を行っていた会社である。

## 概要
創業は戦後まもなく（1951年）で、創業者の本多徳太郎が力道山から当時大人気であったプロレスの会場整理を依頼されたのが発端であった。その後は首都圏テレビ局のイベントなどを軸に各種イベント等の案内整理を行っていたが徐々にテレビ局の警備（局舎、タレント、公開イベント等）、番組制作の運営等に主軸を移していく（制作協力した番組にはアメリカ横断ウルトラクイズもあった）。
テレビ局の仕事（笑っていいとも!（フジ）、ミュージックステーション（テレビ朝日））も行っているがコンサート・イベント警備（モーニング娘。など）なども行っていた。2004年には日本展示会協会の「日展協AWARDS」展示会サポート部門に入賞している。
2009年1月14日　東京地方裁判所へ自己破産を申請、負債額は約7億8000万円。
破産後は社員たちがそれぞれアドゲイプロモーション、エスタシオン、ブリッジ、スタートポイントなど同業の会社を立ち上げ、本多芸能で受けていた仕事を引き継いでいる。各種イベント会場整理のパイオニア的存在と言われていた。

## エピソード
- とんねるずのコントの中で「本多芸能のみなさ～ん」といって係員を呼ぶシチュエーションが存在する。